# Orus (rodzaj)
Orus – rodzaj chrząszczy z rodziny kusakowatych i podrodziny żarlinków. Obejmuje 18 opisanych gatunków. Zamieszkują Amerykę Północną, głównie jej zachodnią część.

## Morfologia
Chrząszcze o wydłużonym ciele długości od 2,5 do 4,4 mm.
Dłuższa niż szersza głowa ma delikatnie punktowaną i owłosioną powierzchnię grzbietową z makroszczecinkami na obrzeżach, zaokrąglone za zwężającymi się ku tyłowi oczami brzegi boczne, silnie zaokrąglone kąty tylne, ścięty z co najwyżej słabym wykrojeniem i pozbawiony bruzdy czy guzka brzeg tylny oraz przeciętnie szeroko rozstawione szwy gularne. Trichobotrium umieszczone jest w wypłycającym się ku przodowi, porośniętym szczecinkami, kanałowatym wgłębieniu przylegającym do tylnej krawędzi oka. Na przednim brzegu wargi górnej występują dwa ząbki, cztery ząbki lub zaokrąglone płatki. Trzy ząbki obecne są na lewej żuwaczce, a cztery na prawej. Szypułkowata, zaopatrzona w listewkę nuchalną szyja ma na wysokości bruzdy nuchalnej szerokość wynoszącą od 1/5 do 1/3 szerokości głowy mierzonej w skroniach.
Wypukłe, szerokie przedplecze ma wierzch gęsto punktowany, zwykle z wyjątkiem niepunktowanego pasma wzdłuż środka, oraz porośnięty delikatnym, gęstym owłosieniem z nielicznymi makroszczecinkami na obrzeżach. Gęsto punktowane i owłosione pokrywy mają szereg szczecin na tylnej krawędzi. Hypomery mają wydzielone poprzeczną listewką płaty zabiodrowe. Występuje szew notosternalny. Na basisternum śródpiersia leży szerokie, zaokrąglone wklęśnięcie, a listewka poprzeczna śródpiersia jest silnie zakrzywiona. Brak jest aparatu strydulacyjnego. Wyrostek metakatepisternalny jest krótki i na szczycie zaokrąglony.
Odwłok cechuje się szpicem pośrodku tylnej krawędzi drugiego sternitu oraz zafalowaną i zaopatrzoną w pośrodkowy szpic listewką nasadową trzeciego sternitu. U samca ósmy sternit jest wykrojony na tylnym brzegu, dziewiąty tergit niesymetryczny z szeroko U-kształtnie wykrojonym tylnym brzegiem, a dziesiąty tergit trapezowaty do eliptycznego bez szpica pośrodku krawędzi przedniej. U samicy ósmy sternit ma zaokrąglony brzeg tylny, dziewiąty tergit jest symetryczny z szeroko U-kształtnie wykrojonym tylnym brzegiem, a dziesiąty tergit ma przedni brzeg ze szpicem pośrodku. Genitalia samca mają edeagus z paramerą w postaci małego płatka z boku otworu środkowego oraz z płatem środkowym z wierzchu podzielonym podłużnie lub zaopatrzonym w owalny skleryt środkowy.

## Ekologia i występowanie
Owady te bytują głównie w ściółce i wśród gnijących szczątków roślinnych, ale znajdywane są też pod korą, w butwiejących pniakach i owocnikach grzybów. Preferują siedliska wilgotne, zwłaszcza na pobrzeżach strumieni, potoków, sadzawek i bagien. Dwa gatunki zamieszkują jaskinie. Zasięg pionowy obejmuje tereny od nizin po rzędne 2500 m n.p.m., przy czym większość gatunków występuje na wysokości od 800 do 1600 m m.p.m.
Rodzaj północnoamerykański. Większość gatunków występuje w Górach Skalistych i na Zachodnim Wybrzeżu. Dwa gatunki występują w Stanach Zjednoczonych na wschód od Gór Skalistych; jeden z nich sięga Ohio. Dwa gatunki docierają na północ do Kanady. Trzy gatunki opisane i liczne nieopisane zamieszkują Meksyk, a jeden z nich dociera na południe do Gwatemali.

## Taksonomia
Takson ten wprowadzony został w 1885 roku przez Thomasa Lincolna Caseya. W 1905 roku Casey podzielił go na trzy podrodzaje: Orus s.str., Leucorus i Pycnorus. W 1939 roku Richard E. Blackwelder wyznaczył gatunki typowe rodzaju i podrodzajów. W nielicznych późniejszych publikacjach, np. Rossa H. Arnetta i Richarda E. Blackweldera z 1974 roku, podrodzaje te traktowane są jako synonimy Orus, ale większość podtrzymuje podział na podrodzaje. Lee Herman w ramach rewizji podplemienia z 2023 roku rozważał taką synonimizację, lecz uznał że nie wniesie ona nic do lepszego zrozumienia filogenezy rodzaju. 
Do rodzaju tego zalicza się 18 opisanych gatunków:
- Orus cervicula Casey, 1905
- Orus deceptor Casey, 1905
- Orus dentiger (LeConte, 1880)
- Orus distinctus Casey, 1905
- Orus femoralis (Sharp, 1887)
- Orus femoratus Fall, 1901
- Orus ferrugineus (Casey, 1905)
- Orus fraternus Fall, 1901
- Orus guatemalenus Sharp, 1886
- Orus hemilobatus Herman, 1965
- Orus montanus Fall, 1901
- Orus parallelus Casey, 1886
- Orus pinalinus Casey, 1905
- Orus punctatus Casey, 1885
- Orus robustulus Casey, 1905
- Orus rubens (Casey, 1905)
- Orus shastanus Casey, 1905
- Orus sinuatus Herman, 1965